# Museu de Arte Sacra (Viseu)
Das Museu de Arte Sacra ist ein Museum kirchlicher Kunst in der portugiesischen Stadt Viseu. Es ist im Komplex der Kathedrale untergebracht.
Die Sammlung zeigt Bilder, Gewänder, liturgische Objekte, Bücher und Möbel, darunter zwei Schatzkisten des 13. Jahrhunderts aus der Schule von Limoges, eine Sammlung von Tafelsilber sowie einen Kelch aus vergoldetem Silber mit Anhängern aus Bergkristall.
Ein silberner Schrein in Form des Armes beinhaltet eine Reliquie des heiligen Theotonius, einem Bischof von Viseu.